# 조회 (정치)
조회(朝會)는 아침에 신하들이 모여 왕을 알현(謁見)하는 의식(儀式)이다. 신하가 왕에게 인사를 드리고 왕의 권위를 세우는 상징적, 의식적 의미와 함께 국가의 주요 정사를 보고하고 결정하는 정치적 의미도 지니고 있다.

## 조선시대의 조회
조선시대 궁중 조회는 1월과 12월에 열리는 정지조회(正至朝會), 5일마다 열리는 아일조회(衙日朝會) 또는 조참(朝參), 매일 열리는 상참(常參) 등으로 구분하며, 매일하는 조회도 아침 일찍 열리는 조회를 조조(早朝), 정오에 열리는 조회를 오조(午朝), 오후 늦게 열리는 조회를 만조(晩朝)라 하였다.

## 같이 보기
- 경국대전(經國大典)